# Bopyrophryxus branchiabdominalis
Bopyrophryxus branchiabdominalis là một loài chân đều trong họ Bopyridae. Loài này được Codreanu miêu tả khoa học năm 1965.